# Герман (Тимиш)
Герман (рум. Gherman) насеље је у Румунији у округу Тимиш у општини Велики Жам. Oпштина се налази на надморској висини од 87 m.

## Прошлост
Аустријски царски ревизор Ерлер је 1774. године констатовао да место припада Жамском округу, Вршачког дистрикта. Становништво је било претежно влашко.
Место је 1825. године било спахилук Стефана Константиновића "от Герман". Господар Константин Константиновић "от Герман" је 1840. године уплатио 40 ф. као чланарину у Матици српској.

## Становништво
Према подацима из 2002. године у насељу је живело 280 становника, од којих су сви румунске националности.